# Sanctuaire Notre-Dame de Plout
Le sanctuaire Notre-Dame de Tout-Pouvoir se situe au hameau Plout dans la commune de Saint-Marcel, dans la Vallée d'Aoste.

## Histoire
La présence d'une petite statue de la Sainte-Vierge des Ermites était dans une grotte à Plout est confirmée par des écrits datant de 1560. La dévotion des Valdôtains envers cette représentation de la Vierge était très forte, et les pèlerinages se faisaient habituellement à cette époque à l'abbaye d'Einsiedeln, soit par le col du Grand-Saint-Bernard, soit par celui du Théodule.
La « Sainte Vierge de Tout-Pouvoir » est vénérée à Plout à partir du XIVe siècle, et une statue y fut dressée en son honneur. Mais ce n'est qu'en 1640, qu'une chapelle fut bâtie, selon la légende, lorsqu'un maçon s'est cassé une jambe à cet endroit et a fait vœu de guérison.
En 1714 les chefs des familles des hameaux Plout, Denchasaz et Réan ont décidé de construire un nouvel édifice pour accueillir la statue de la Vierge, à cause de la détérioration de celui de 1640. L'acte public a été signé par Maître Mathiou le jour 8 septembre 1715, et la nouvelle chapelle a été bénie le 14 septembre. L'afflux toujours plus important de pèlerins a déterminé le changement du nom de Notre-Dame des Ermites à Notre-Dame de Tout-Pouvoir. En 1744, Charles Beltram, prieur de la Collégiale de Saint-Ours, a offert une nouvelle statue de la Vierge.
En 1850, lors de sa visite à Plout, Monseigneur André Jourdain, évêque d'Aoste, a estimé que la chapelle était trop petite pour accueillir tous les pèlerins, ordonnant ainsi la construction d'un nouvel édifice plus grand. La bénédiction de la première pierre a été célébrée le 6 novembre 1850 par Mgr Jourdain à la présence du curé de Saint-Marcel, Jean-Barthélemy Porté, et d'autres personnalités religieuses. Les travaux ont été accomplis par Jérôme Borney, un entrepreneur aostois, et terminés en 1853. Le 14 septembre 1853, jour du Saint-Patron, l'édifice actuel a été inauguré.

## Visites
Le sanctuaire est ouvert aux visiteurs le 26 juillet et le 14 septembre, lors des fêtes des saints patrons.

## Galerie de photos

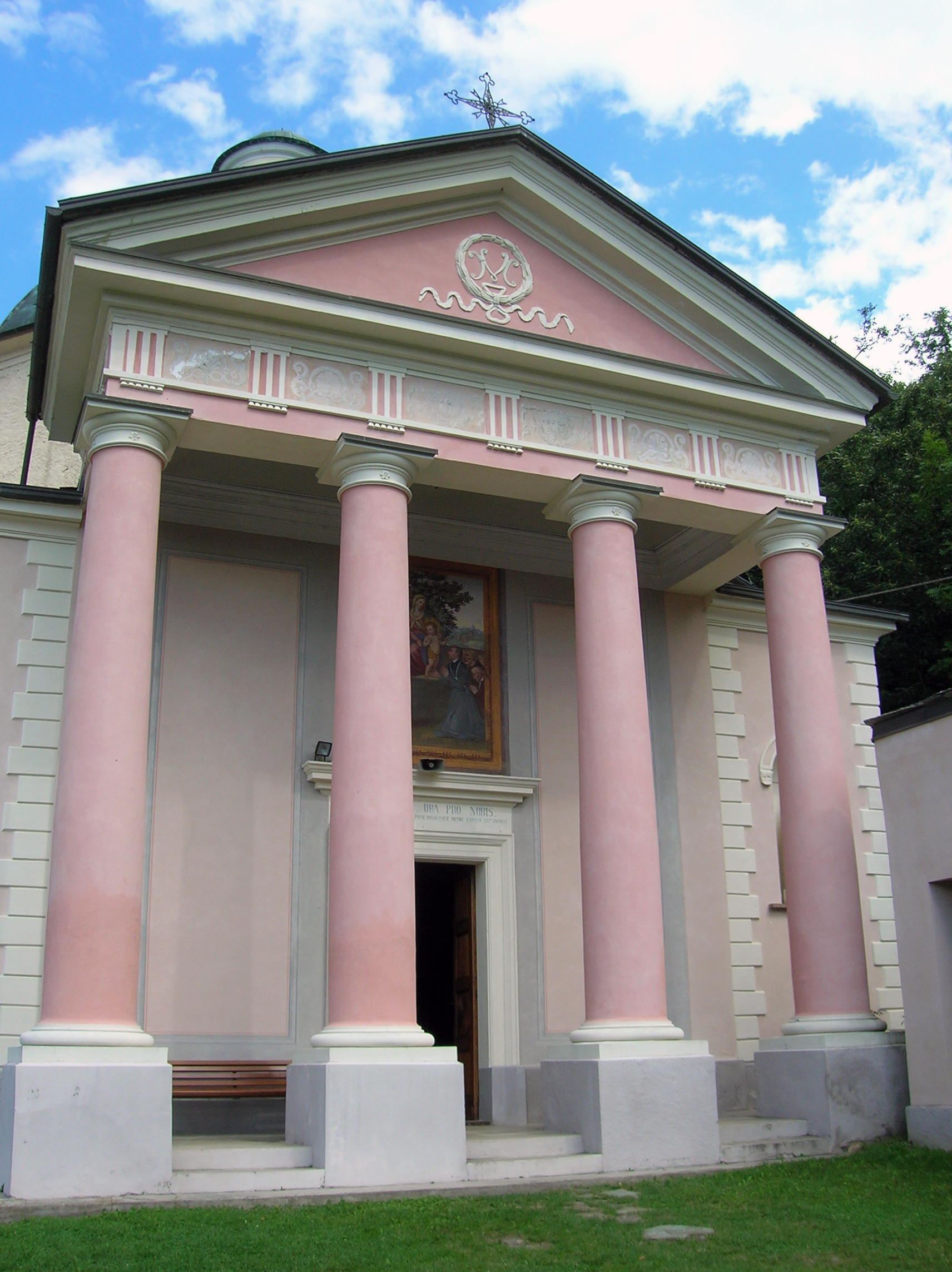
La façade
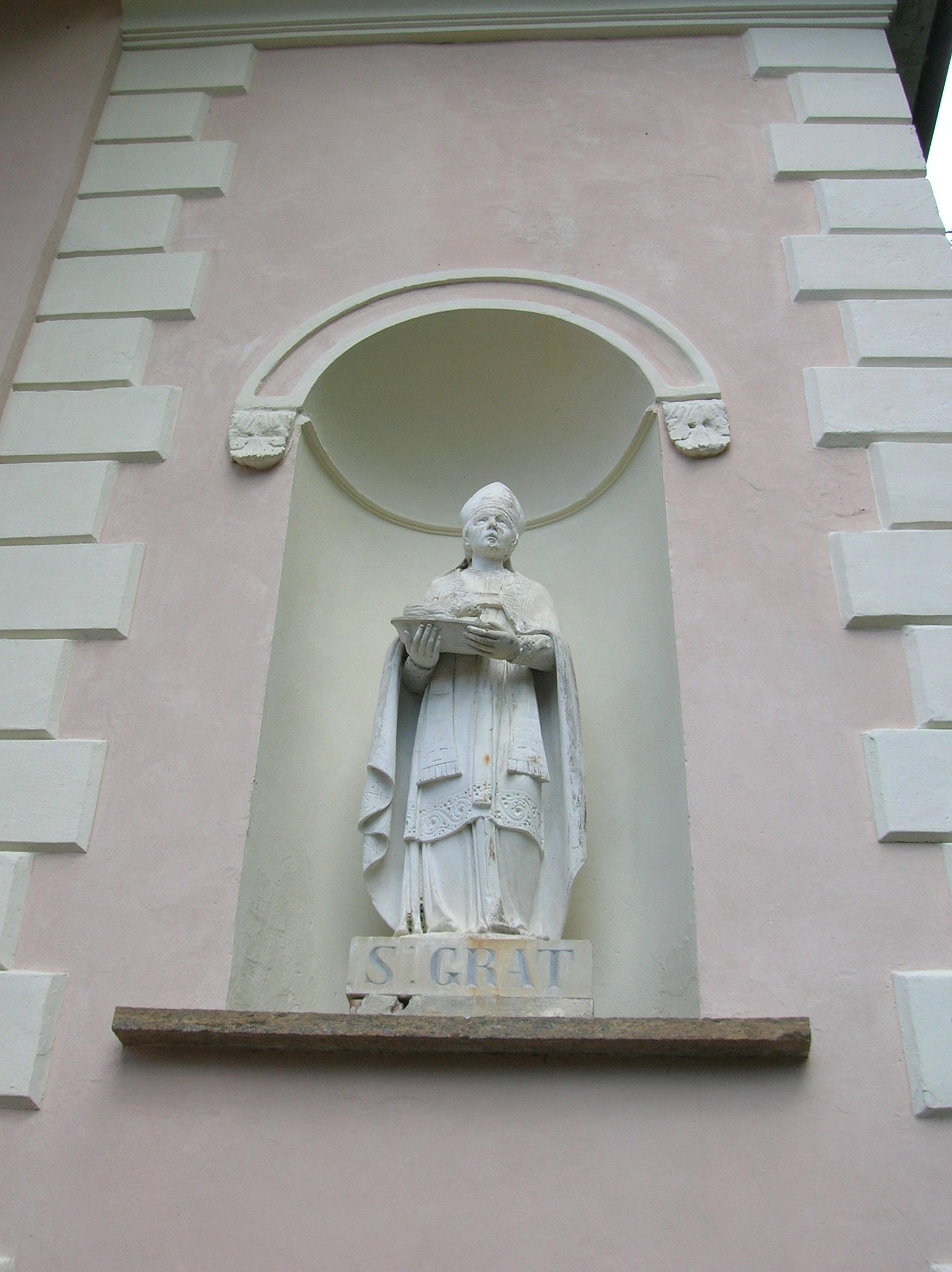
Statue de Saint Grat
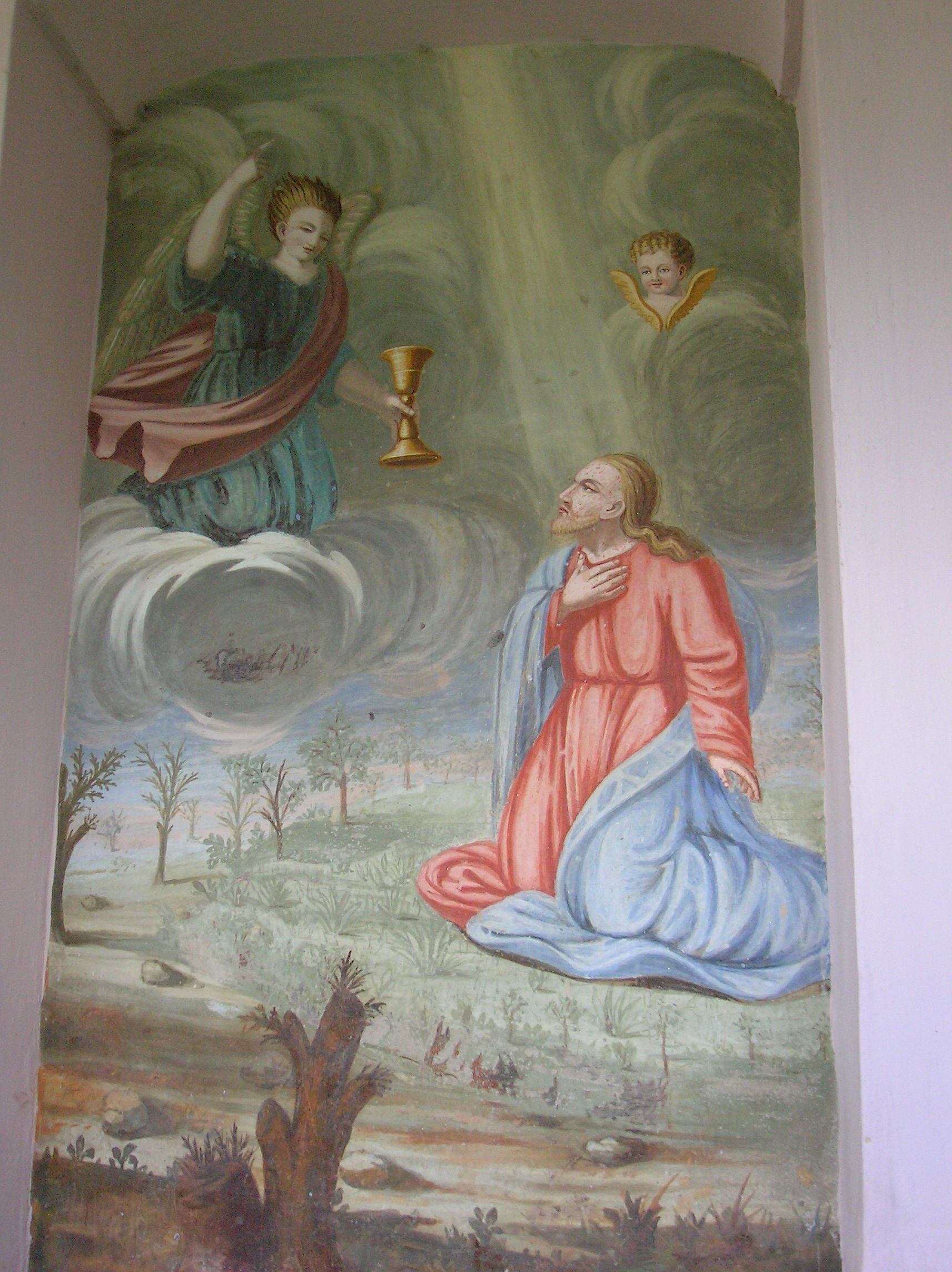
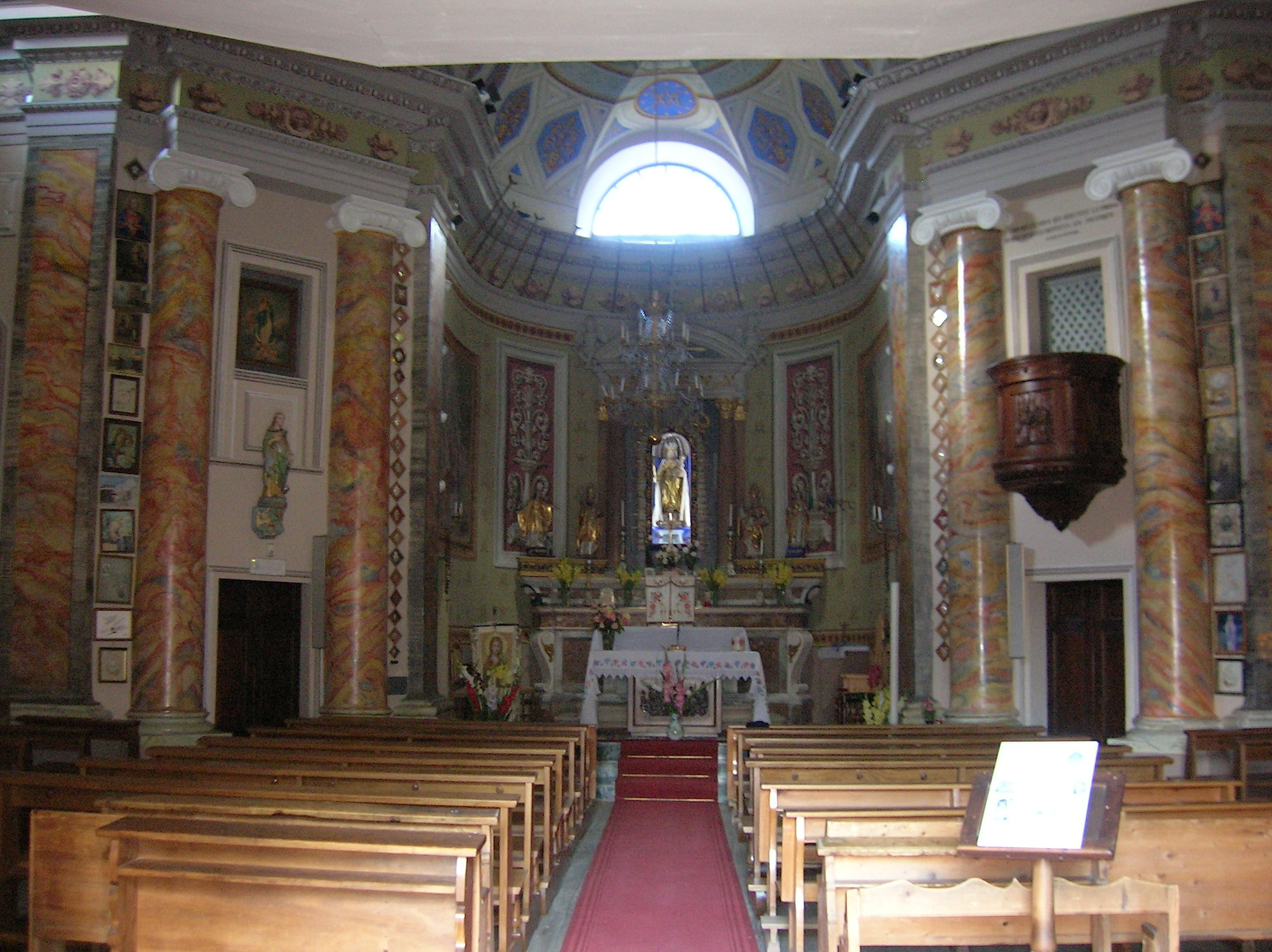
L'intérieur